# Salah Salah
Salah Mohammed Salah (àrab: صلاح محمد صلاح, Ṣalāḥ Muḥammad Ṣalāḥ), més conegut com a Salah Salah (àrab: صلاح صلاح, Ṣalāḥ Ṣalāḥ) (Ghuwayr Abu Shusha, aleshores Mandat Britànic de Palestina, 1936) és un polític palestí, membre del Front Popular per a l'Alliberament de Palestina (FPAP) i del Consell Nacional Palestí (CNP).
Nasqué l'any 1936 al poblat àrab de Ghuwayr Abu Shusha, aleshores al subdistricte de Tiberíades del Mandat Britànic de Palestina i actualment abandonat, en el si d'una família d ètnia beduïna. Cursà l'educació primària a Tiberíades i durant l'èxode del poble palestí de 1948, conegut com a Nakba, fugí amb la seva família al poblat libanès d'Ain al-Hilweh, on estudià a l'Escola Associativa de l'Església Cristiana entre 1949 i 1951. Posteriorment, ho feu a l'Institut Júnior però l'educació secundària l'obtingué a Sidó i El Caire, al Líban i Egipte respectivament. A nivell d'estudis superiors cursà dos anys d'Història a la Universitat Americana de Beirut (UAB). Milità al Moviment dels Nacionalistes Àrabs entre 1952 i 1967; fou un dels líders i membres fundadors de l'Escoltisme Àrab Palestí entre 1955 i 1967, així com de l'Organització de Joves Àrabs Palestins entre 1959 i 1967.
També fou representant i membre fundador del Sindicat General Palestí a Gaza entre 1965 i 1972, havent exercit càrrecs de secretari, de membre de l'Oficina Executiva des de 1966 i membre del Secretariat General a partir de 1968 a Egipte. L'any 1971 fou un dels tretze membres que formà part del nou Comitè Executiu de l'Organització per a l'Alliberament de Palestina (OAP), en representació de les organitzacions populars, donant així veu a les tendències pro-FPAP.
Es creu que anava amb George Habash quan el 10 d'agost de 1973 es feu aterrar l'avió iraquià que enllaçava Beirut amb Bagdad, sense trobar cap dels dos passatgers a bord. No obstant, fou empresonat en presons sirianes per les seves acccions polítiques d'esquerra panarabista.
Ha rebut diversos premis i distincions, incloent una medalla i un certificat signat per Fidel Castro i plaques honorífiques concedides pel Fòrum Àrab Nacionalista, l'FPAP de George Habash, la Unió de Joves Palestins a Gaza i la Unió de Dones Jordanes.